# Barri Griffiths
Barri Griffiths (ur. 13 stycznia 1982 w Porthmadog, Walia) – walijski aktor, artysta estradowy oraz emerytowany wrestler, bardziej znany z występów w amerykańskiej federacji wrestlingu World Wrestling Entertainment (WWE) pod pseudonimem ringowym Mason Ryan. W przeszłości również piłkarz grający na pozycji środkowego obrońcy.

## Kariera

### Wczesna biografia
Studiował zarządzanie działalnością budowlaną (ang. contruction management) na Cardiff University. Później pracował jako stażysta ciesielski w rodzinnym zakładzie pogrzebowym. Był również piłkarzem – występował w klubie Porthmadog FC na pozycji środkowego obrońcy, jednak zakończył karierę z powodu kontuzji kolana.
W 2006 rozpoczął karierę wrestlera za namową swojego przyjaciela, który był promotorem wrestlingu. Griffiths walczył w house showach na terenie Egiptu oraz Wenezueli pod pseudonimami Celtic Warrior i Smackdown Warrior. W lipcu 2007 reprezentował Wielką Brytanię wraz z wrestlerami Drew McDonaldem i Sheamusem O'Shaunessy w tag teamowym starciu przeciwko drużynie Austrii w jednej z gal organizowanych przez European Wrestling Association.

### World Wrestling Entertainment

#### Florida Championship Wrestling (2009–2011)
W 2009 podpisał pięcioletni kontrakt z World Wrestling Entertainment (WWE). W styczniu 2010 wszedł w skład rosteru Florida Championship Wrestling (FCW) – promocji rozwojowej federacji WWE. W FCW prowadził rywalizację z Johnnym Curtisem, Tylerem Reksem, Johnnym Primem i Hunico. W lipcu 2010 zdobył główne mistrzostwo federacji FCW – Florida Heavyweight Championship pokonując w triple threat matchu Alexa Rileya i Johnny’ego Curtisa. Przez kolejne miesiące skutecznie bronił mistrzostwa przeciwko Bo Rotundo, Richiemu Steamboatowi i Eli Cottonwoodowi. W kolejnych tygodniach dołączył do niego Byron Saxton, który odgrywał rolę jego menedżera. W listopadzie 2010 brał udział w tourze brandu SmackDown po Europie. Na początku lutego 2011 stracił pas mistrzowski FCW Florida Heavyweight Championship na rzecz Bo Rotundo.

#### Raw i NXT (2011–2014)
W dniu 17 stycznia 2011 zadebiutował na Raw, interweniując w walce CM Punka z Johnem Ceną. Po tym jak interweniował w walkę – CM Punk przedstawił go jako najnowszego członka stajni The Nexus. Później walczył m.in. z R-Truthem i Randym Ortonem, który wyeliminował go z akcji kopnięciem w głowę (Punt Kick) na okres około miesiąca. Powrócił na Raw 11 kwietnia 2011 i wraz z pozostałymi członkami Nexusa atakował Ortona. W maju 2011 podczas gali Over the Limit (2011) Ryan i Punk walczyli w tag teamie przeciwko drużynie The Big Show i Kane, jednak nie zdobyli tytułów WWE Tag Team Championship. W czerwcu został kontuzjowany i nie pojawiał się w telewizji aż do września kiedy to wystąpił w programie WWE Superstars, gdzie pokonał JTG. Pod koniec września przeszedł face turn atakując Jacka Swaggera i Dolpha Zigglera. Występował jako protagonista aż do końca listopada 2011.
Na początku 2012 został z powrotem przeniesiony do brandu rozwojowego WWE NXT, jednak przez cały 2012 pojawiał się w telewizji sporadycznie. W 2013 prowadził w NXT rywalizację z Enzo Amore i Colinem Cassadym. Po raz ostatni wystąpił w telewizji podczas odcinka NXT walcząc o szansę na tytuł NXT Championship, jednak przegrał starcie. W dniu 30 kwietnia 2014 jego kontrakt z WWE uległ wygaśnięciu przez co wrestler opuścił federację.

### Federacje niezależne (2014–2015)
Po opuszczeniu WWE nadal występował pod pseudonimem Mason Ryan w promocjach niezależnych takich jak: American Pro Wrestling Alliance (APWA), WrestleSport, Full Impact Pro, United Pro Wrestling Association i Welsh Wrestling, gdzie m.in. zdobywał tytuły mistrzowskie w wadze ciężkiej. Zaliczył również występ dla japońskiej federacji puroresu Inoki Genome Federation (IGF) w lutym 2015 jako Mason Williams.

### Inne przedsięwzięcia i media
W 2009 pojawił się w drugim sezonie reality show Gladiators gdzie występował pod pseudonimem Goliath. Był również obecny w telewizyjnym show The Paul O'Grady Show, a także nakręcono o nim film dokumentalny w języku walijskim pt. Barri Griffiths: Y Reslar w 2010.
W styczniu 2016 za pośrednictwem swojego profilu na Twitterze, oznajmił, że rozpoczął pracę dla firmy rozrywkowej Cirque du Soleil.

### Tytuły i osiągnięcia
- American Pro Wrestling Alliance
  - APWA Tri State Championship (1 raz)
- Florida Championship Wrestling
  - FCW Florida Heavyweight Championship (1 raz)
- Pro Wrestling Illustrated
  - Sklasyfikowany na 119. miejscu wśród 500 wrestlerów w rankingu PWI 500 w 2011 roku.
- United Pro Wrestling Association
  - UPWA World Heavyweight Championship (1 raz)
- Westside Xtreme Wrestling
  - wXw Shotgun Championship (1 raz)
- WrestleSport
  - WrestleSport Heavyweight Championship (1 raz)

## Życie osobiste
W 2015 poślubił swoją długoletnią partnerkę Julie Rolfe – zawodniczkę futbolu amerykańskiego w lidze Legends Football League, z którą ma dwoje dzieci. Jako zapalony miłośnik podnoszenia ciężarów pobił rekord świata w utrzymywaniu 20-kilogramowych ciężarków z wyprostowanymi rękami przez nieco ponad minutę. Zgodnie z osobistym profilem w serwisie Instagram Griffiths jest również inwestorem nieruchomości oraz prowadzi swój autorski podcast o nazwie wrestlingwithrealestatepodcast.